# 미니벨로
미니벨로(Minivélo)는 영어로 작다는 뜻을 가진 미니(Mini)와 프랑스어로 바퀴, 혹은 자전거라는 뜻을 가진 벨로(velo)가 합쳐진 합성어로 작은 바퀴, 작은 자전거의 뜻으로 사용되고 있다. 이는 정식적인 용어는 아니고 일본에서 먼저 쓰였던 말로 알려져 있다.

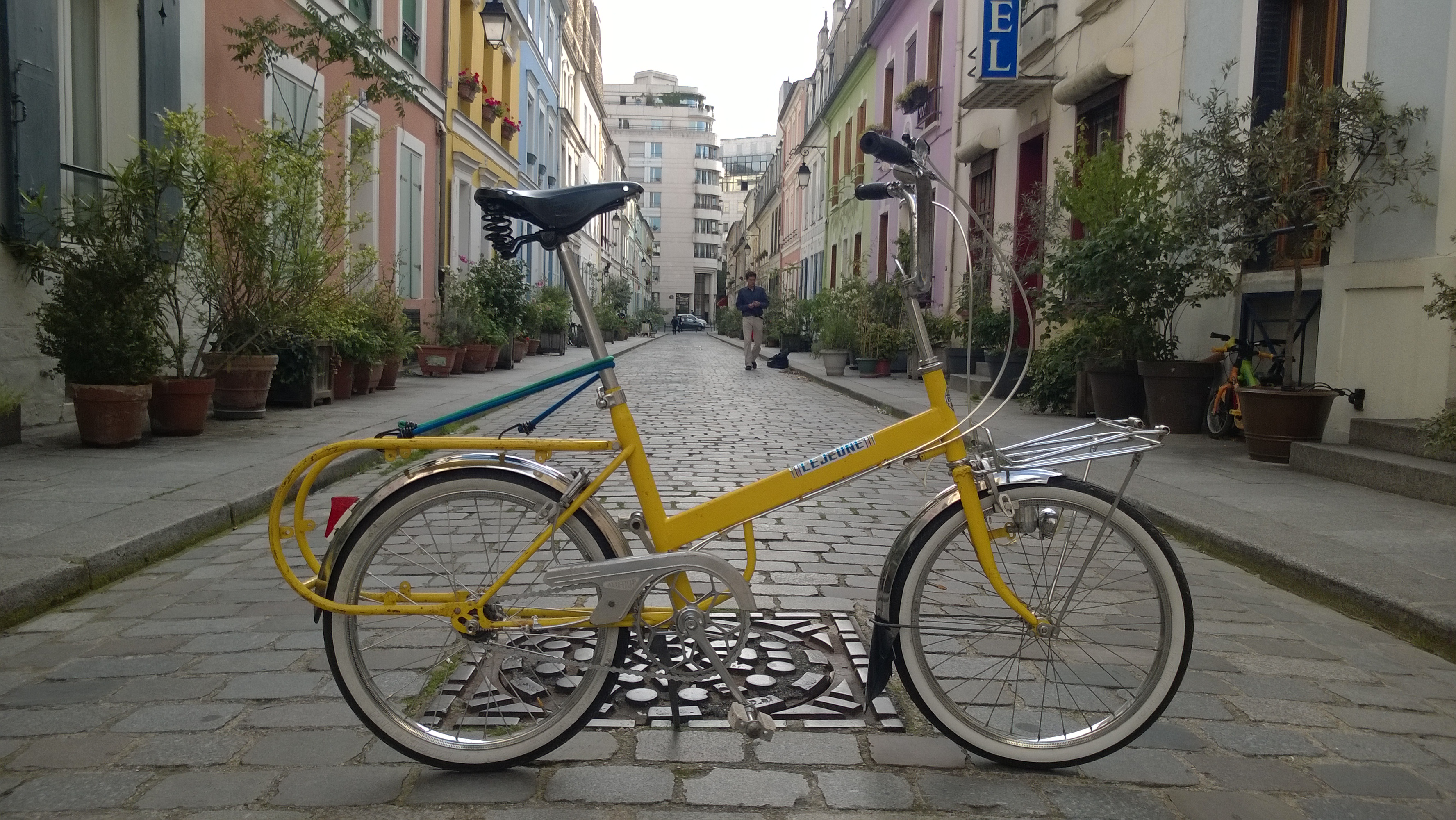
미니벨로

## 정의
프랑스어로 자전거를 VELO이라고 말하기 때문에 작은 자전거를 미니벨로라고 부른다. (mini→작다 + velo→자전거) minivelo=작은 자전거
접는 자전거도 소형이면 미니벨로 안에 들어오지만 오늘날 폴딩(접히는) 자전거 라고 하는 형태로 카테고리로 구분되기도 한다. 접을 수 없는 타입의 소형 자전거도 미니벨로라고 말한다. 미니벨로는 작은 자전거의 통칭을 의미한다.

## 특징

### 장점
1. 디자인이 다양해서 선택의 폭이 넓다.
2. 자전거의 출발과 멈춤이 많은 도시 환경에 유리하다.
3. 무게 중심이 대부분 아래 있게 되어 안정감 있는 주행을 할 수 있다.
4. 접이식의 경우 대중교통 연계가 가능하며 실내 보관이 용이하다.

### 단점
1. 바퀴가 작아 일반 자전거에 비해 같은거리를 가기 위해 더 많은 바퀴의 회전이 필요하다.(다만 기어비를 조정 하므로 페달회전수에는 영향이 없다)
2. 회전수가 많아지므로 구동 관련 부품(타이어, 휠, 변속)의 마모가 심하다.
3. 일반 자전거에 비해 고가이다.
4. 범용 부품을 사용하지 않는 모델의 경우 부품 가격도 비싸다.
5. 운전이 쉽지 않고 경사로에서 다소 위험하다.

## 같이 보기
- 브롬톤 자전거
- 접이식 자전거
- 몰튼 바이시클
- 스트라이다